# 시어도어 스터전
시어도어 스터전(Theodore Sturgeon, 1918년 2월 26일 ~ 1985년 5월 8일)은 비록 대중적으로 큰 인기를 누리지는 못했지만, 그 시대의 가장 영향력 있는 SF 작가의 한 사람으로 받아들여지고 있다. 많은 작품이 시 또는 애가의 형태를 띠고 있다. 가장 유명한 작품은 《인간 이상(人間 以上)》 (More Than Human, 1953년). 이 작품은 50년대 SF 소설로는 드물게 학계에서 문학작품으로서 인정을 받았다.

## 생애와 가족
뉴욕의 스태튼아일랜드에서 출생하였다. 출생 후 이름은 에드워드 해밀턴 왈도(Edward Hamilton Waldo)였는데, 1929년 남편과 이혼한 그의 어머니가 윌리엄 스터전과 결혼하자 이름을 시어도어로 바꾸었고, 테드는 그의 애칭이 되었다. 사람들은 자주 시어도어 스터전을 가명으로 오해하는데, 8살 이래로 계속 사용한 본명이다.
랠프 월도 에머슨(Ralph Waldo Emerson)의 먼 친척이다. 형제 중 한 명인 피터 스터전(Peter Sturgeon)은 의약계와 세계보건기구(WHO)에 기술적 문서를 저술했으며, 미국에 멘사(Mensa)를 보급했다. 그의 아버지(계부)인 William Sturgeon은 감리교목사였지만 형제들은 모두 무신론자가 되었다. 전 생애에 걸쳐 다양한 직업을 가졌다. 청년기에는 서커스단원이 되고 싶었지만 류머티즘열(rheumatic fever)을 가졌던 경험이 이것을 방해했다. 1935년부터 1938년까지 원양상선의 선원으로 일했다. 이때 얻은 경험들이 그의 소설에 반영되었다. 냉장고를 방문판매하는 일을 하기도 했고, 1940년에서 1941년까지는 서인도 제도에서 호텔을 운영하거나 미군 공사현장에서 일하기도 했다 (푸에르토 리코에서 불도저를 운전했고, 주유소나 트럭정비소를 운영하였다).
1944년에는 광고회사의 카피라이터로 일하기도 했다. 소설이나 텔레비전 대본을 자유기고하거나 그 자신이 스스로 에이전시를 운영하면서 포춘 지(Fortune Magazine)나 타임지에 정기적으로 원고를 제공하였다. 이 무렵의 일화 한 가지. 스터전은 L. Ron Hubbard(사이언톨로지교 창시자)와 있었던 일을 생생하게 기억했다. 하루는 Hubbard가 누군가와 말다툼을 하다가 이렇게 비웃었다. "이봐, 우리가 SF 소설 나부랭이나 쓰는 것은 시간낭비라구. 자네가 진짜 돈을 갖고 싶다면 종교를 가져야 할 걸."
때때로 기타를 치거나 작곡을 했고 이 곡들을 사이언스픽션 컨벤션에서 연주하였다.
다섯 번 결혼(정식결혼은 한 번)에 일곱 명의 자녀를 두었다. 첫 번째 아내는 도로시 필린게임(Dorothe Filingame, 1940년 결혼, 1945년 이혼, 두 명의 딸 - 패트리샤 Patricia와 신시아 Cynthia), 두 번째 아내는 가수인 메리 메어(Mary Mair, 1949년 - 1951년)이다. 세 번째는 마리온 멕거헌(Marion McGahan)인데, 그녀와 사이에서 첫째 아들인 로빈(Robin), 두 명의 딸 (탠디 Tandy, 노엘Noel), 둘째 아들 티모시(Timothy)를 얻었다. 네 번째는 리포터이자 사진작가인 W. Bonnie Golden이다. 그 사이에 셋째 아들인 안드로스(Andros)를 두었다. 가장 오래 지속되어 죽을 때까지 함께한 마지막 여자가 작가이며 교육자인 엥겔하트 태니힐(Engelhart Tannehill).
생애 내내 파이프 담배를 즐겼다. 파이프 담배의 연기는 폐로 흡입되지 않기 때문에 이것이 그의 죽음에 영향을 준 것은 아닌 듯하며 아마도 청년기 선원시절에 석면에 노출되었기 때문이 아닌가 추측된다. 죽기 전 수년간 오리건주 스프링필드에서 살다가 1985년 5월 8일 유진(Eugene)근처의 병원(Sacred Heart General Hospital)에서 간질성 폐질환인 폐섬유증(lung fibrosis)으로 사망했다.

## 저술 활동
1938년 맥클루어 신디케이트 신문사에 처음으로 소설을 팔았다. 첫 번째 장르소설은 그보다 일 년뒤에 Astounding Science Fiction지에 실린 Ether Breather. 초기에는 주로 단편소설을 써서 Astounding 이나 Unknown 같은 장르소설 잡지뿐만 아니라 Argosy Magazine처럼 일반적인 성향의 출판물에도 투고하였다. 필명은 E. Waldo Hunter. 몇몇 작품에는 본명(Theodore H. Sturgeon)을 사용하기도 했다.
엘러리 퀸의 미스터리 소설에 대필작가로 활동하였다 (The Player on the Other Side, 1963년, 이 소설은 비평가 H.R.F Keating의 찬사를 받았다).
《스타 트렉》(Star Trek)의 일부 대본을 썼다 - Shore Leave (1966년), Amok Time (1967년). 이들은 정식으로 출판되었기도 했는데, 출판되지 않은 것들을 포함해 몇 편의 대본을 더 썼으며, 이 중에서 두 개의 스토리가 New Twilight Zone에 채택되었다. 그 중 KillDozer (1944년)는 1970년대의 TV용으로 만들어진 영화나 마블 코믹스, 그리고 동일한 이름의 얼터너티브 락 그룹에 영감을 주었다.
비록 고전 SF 앤솔로지(1950년대 미국에서 유행한 텔레비전 드라마 형식) 작가로서 유명하고, 비평가들로부터 가장 존경받은 작가 중 한 사람이었지만 그의 대중적인 인기는 미미했고 수상경력도 상대적으로 적었다 (그의 우수한 작품들이 시상시스템이 정비되기 이전에 출간되었고, 후반기에는 작품을 별로 쓰지 않았다는 사정을 고려해야 한다). 유명한 SF 작가인 레이 브래드베리(Ray Bradbury)에게 큰 영향을 끼쳤다.

## 스터전의 법칙
1951년 그는 “스터전의 법칙”으로 알려진 공식을 만들어냈다: “SF 소설의 90퍼센트는 쓰레기들이다. 하지만 모든 것의 90퍼센트 역시 쓰레기들이다.” 그는 원래 “모든 것이 그렇다”는 의미로 그렇게 말했지만 그의 말 중에서 앞 구절만이 스터전의 법칙으로 널리 알려져 있다.
일체의 규범적 전제들에 의문을 던졌다. “늘 질문하라.” 그의 인생관. 한 잡지와 인터뷰에서 저널리스트가 그의 목걸이에 관해 질문했을 때 그렇게 답했다고 한다. 이를테면 인간이 하늘을 날 수 있게 된 것도 오래전 동굴 속에 앉아 있던 누군가가 "왜 인간은 날 수 없는거지?"라는 질문을 했고, 차례로 무엇을, 어떻게?라는 또 다른 질문을 낳았기 때문이며, 따라서 질문을 던지는 것이야말로 인생의 참된 목적이라고 그는 믿었다.

## 작품

### 장편
- The Dreaming Jewels (1950년) Also published as The Synthetic Man
- More Than Human (《인간 이상(人間 以上)》, 1953년)
- The Cosmic Rape (1958년)
- Venus Plus X (1960년)
- Some of Your Blood (1961년)
- Godbody (1986년)

### 단편
노스 아틀란틱 북스社에서 연대순으로 모아서 출간한 단편집에 수록된 대표작들.
1. The Ultimate Egoist (1937 to 1940)
2. Microcosmic God (1940 to 1941)
3. (영어) KillDozer (1941 to 1946)
4. Thunder and Roses (1946 to 1948)
5. The Perfect Host (1948 to 1950)
6. Baby is Three (1950 to 1952)
7. A Saucer of Loneliness (1953)
8. Bright Segment (1953 to 1955)
9. And Now the News... (1955 to 1957)
10. The Man Who Lost the Sea (1957 to 1960)
11. The Nail and the Oracle (1961 to 1969)

생존 당시에 출간된 단편집 목록.
| 제 목                           | 연도 | 소설           | 소설                                | 소설                                |
| 제 목                           | 연도 | 수록 단편 편수 | 가장 일찍 나온 단편소설의 출판 연도 | 가장 늦게 나온 단편소설의 출판 연도 |
| ------------------------------- | ---- | -------------- | ----------------------------------- | ----------------------------------- |
| Without Sorcery                 | 1948 | 13             | 1939                                | 1947                                |
| E Pluribus Unicorn              | 1953 | 13             | 1947                                | 1953                                |
| A Way Home                      | 1955 | 11             | 1946                                | 1955                                |
| Caviar                          | 1955 | 7              | 1941                                | 1955                                |
| A Touch of Strange              | 1958 | 11             | 1953                                | 1958                                |
| Aliens 4                        | 1959 | 4              | 1944                                | 1958                                |
| Beyond                          | 1960 | 6              | 1941                                | 1960                                |
| Sturgeon In Orbit               | 1964 | 5              | 1951                                | 1955                                |
| Starshine                       | 1966 | 6              | 1940                                | 1961                                |
| Sturgeon Is Alive and Well...   | 1971 | 11             | 1954                                | 1971                                |
| The Worlds of Theodore Sturgeon | 1972 | 10             | 1941                                | 1962                                |
| Sturgeon's West                 | 1973 | 7              | 1949                                | 1973                                |
| Case and the Dreamer            | 1974 | 3              | 1962                                | 1973                                |
| Visions and Venturers           | 1978 | 8              | 1942                                | 1965                                |
| The Stars Are The Styx          | 1979 | 10             | 1951                                | 1971                                |
| The Golden Helix                | 1979 | 10             | 1941                                | 1973                                |